# Гложене (Врачанская область)
Гложене (болг. Гложене) — село в Болгарии. Находится в Врачанской области, входит в общину Козлодуй. Население составляет 2886 человек.

## Политическая ситуация
В местном кметстве Гложене, в состав которого входит Гложене, должность кмета (старосты) исполняет Петко Иванов Петков (коалиция в составе 5 партий: Движение «Георгиев день», Демократическая партия (ДП), Союз свободной демократии (ССД), Союз демократических сил (СДС), Земледельческий народный союз (ЗНС)) по результатам выборов.
Кмет (мэр) общины Козлодуй — Румен Василев Маноев (коалиция в составе 3 партий: Движение «Георгиев день», Земледельческий народный союз (ЗНС), Демократическая партия (ДП)) по результатам выборов.